# Giovanni Frassoldati
Giovanni Frassoldati (Loiano, 24 giugno 1902 – Cutigliano, 13 gennaio 1968) è stato un calciatore italiano, di ruolo centrocampista o attaccante.

## Carriera
Cresciuto calcisticamente a Modena nei liberi dell'Undici, fu reclutato dai canarini nel 1919 e si mise in luce nel campionato riserve. A metà stagione passò quindi a far parte stabilmente della prima squadra dopo il debutto contro il Brescia nella prima partita del girone di semifinale interregionale. Dopo l'inizio di stagione 1920-1921, si infortunò durante l'amichevole di Santo Stefano contro il Brescia, travolto da una uscita di Trivellini.
Dopo la ripresa passò al Signa e infine alla Pistoiese, concludendo la carriera nelle categorie inferiori e riuscendo a ritrovare la massima serie nel 1928.